# Морис, Антони
Антони Кристиан Морис (фр. Anthony Christian Moris; род. 29 апреля 1990[…], Арлон, Валлония) — бельгийский и люксембургский футболист, вратарь бельгийского клуба «Юнион» и сборной Люксембурга.

## Клубная карьера
Морис — воспитанник клуба «Стандард» из Льежа. Начал свою профессиональную карьеру в 2008 году в качестве второго вратаря. За шесть сезонов он сыграл лишь 15 матчей, что конечно не устраивало молодого игрока. В конце 2014 года перешёл в аренду в «Сент-Трюйден», но и там не смог закрепиться.
В 2015 году подписал трёхлетний контракт с клубом «Мехелен». И здесь ему тоже не удалось закрепиться в качестве основного вратаря.
В 2018 году Морис переходит в качестве свободного агента в клуб любительской лиги Бельгии «Виртон». Сыграл в сезоне 2018/2019 30 матчей и вместе с клубом перешёл во Вторую лигу Бельгии.
30 июля 2020 года подписал трехлетний контракт с клубом «Юнион».

## Международная карьера
Антони начал свою международную карьеру в 2008 году в молодёжных сборных Бельгии.
Антони Морис получил люксембургский паспорт и смог выбирать за какую сборную играть дальше. Карьера в сборной Люксембурга ему показалась перспективнее и там была маленькая конкуренция игроков. 26 мая 2014 года он дебютировал в составе сборной Люксембурга в товарищеском матче против сборной Бельгии.

## Статистика

### Матчи за сборную Люксембурга
| №  | Дата             | Оппонент             | Счёт | Голы | Сухие     | Карточки | Минуты | Соревнование             |
| -- | ---------------- | -------------------- | ---- | ---- | --------- | -------- | ------ | ------------------------ |
| 1  | 26 мая 2014      | Бельгия              | 1:5  | -5   | —         | —        | 90'    | Товарищеский матч        |
| 2  | 4 июня 2014      | Италия               | 1:1  | -1   | —         | —        | 90'    | Товарищеский матч        |
| 3  | 25 марта 2016    | Босния и Герцеговина | 0:3  | -3   | —         | —        | 90'    | Товарищеский матч        |
| 4  | 29 марта 2016    | Албания              | 3:0  | —    | зелёная ✓ | —        | 45'    | Товарищеский матч        |
| 5  | 31 мая 2016      | Нигерия              | 1:3  | -3   | —         | —        | 90'    | Товарищеский матч        |
| 6  | 7 октября 2016   | Швеция               | 0:1  | -1   | —         | —        | 90'    | Отбор ЧМ-2018 (группа А) |
| 7  | 10 октября 2016  | Беларусь             | 1:1  | -1   | —         | —        | 90'    | Отбор ЧМ-2018 (группа А) |
| 8  | 25 марта 2017    | Франция              | 1:3  | —    | зелёная ✓ | —        | 21'    | Отбор ЧМ-2018 (группа А) |
| 9  | 9 ноября 2017    | Венгрия              | 2:1  | -1   | —         | —        | 90'    | Товарищеский матч        |
| 10 | 27 марта 2018    | Австрия              | 0:4  | -4   | —         | —        | 90'    | Товарищеский матч        |
| 11 | 31 мая 2018      | Сенегал              | 0:0  | —    | зелёная ✓ | —        | 90'    | Товарищеский матч        |
| 12 | 5 июня 2018      | Грузия               | 1:0  | —    | зелёная ✓ | —        | 45'    | Товарищеский матч        |
| 13 | 8 сентября 2018  | Молдова              | 4:0  | —    | зелёная ✓ | —        | 90'    | Лига наций 2018/19 (D)   |
| 14 | 11 сентября 2018 | Сан-Марино           | 3:0  | —    | зелёная ✓ | —        | 90'    | Лига наций 2018/19 (D)   |
| 15 | 12 октября 2018  | Беларусь             | 0:1  | -1   | —         | —        | 90'    | Лига наций 2018/19 (D)   |
| 16 | 15 ноября 2018   | Беларусь             | 0:2  | -2   | —         | —        | 90'    | Лига наций 2018/19 (D)   |
| 17 | 18 ноября 2018   | Молдова              | 1:1  | -1   | —         | —        | 90'    | Лига наций 2018/19 (D)   |
| 18 | 22 марта 2019    | Литва                | 2:1  | -1   | —         | —        | 90'    | Отбор ЧЕ-2020 (группа В) |
| 19 | 25 марта 2019    | Украина              | 1:2  | -2   | —         | —        | 90'    | Отбор ЧЕ-2020 (группа В) |
| 20 | 2 июня 2019      | Мадагаскар           | 3:3  | -2   | —         | —        | 45'    | Товарищеский матч        |
| 21 | 7 июня 2019      | Литва                | 1:1  | -1   | —         | —        | 90'    | Отбор ЧЕ-2020 (группа В) |
| 22 | 10 июня 2019     | Украина              | 1:2  | -2   | —         | —        | 90'    | Отбор ЧЕ-2020 (группа В) |
| 23 | 5 сентября 2019  | Северная Ирландия    | 0:1  | -1   | —         | —        | 45'    | Товарищеский матч        |
| 24 | 10 сентября 2019 | Сербия               | 1:3  | -3   | —         | —        | 90'    | Отбор ЧЕ-2020 (группа В) |

Итого: сыграно матчей: 24 / сухих:6 / пропущено голов: 35; победы: 6, ничьи: 5, поражения: 13.

## Достижения
«Стандард»
- Обладатель Суперкубка Бельгии: 2008

«Юнион»
- Чемпион Бельгии: 2024/25
- Обладатель Кубка Бельгии: 2023/24
- Обладатель Суперкубка Бельгии: 2024